# Swiss Open
Swiss Open (sponsorizat în prezent de J. Safra Sarasin și numit J. Safra Sarasin Swiss Open Gstaad) și cunoscut inițial sub denumirea de Swiss International Championships este un turneu de tenis care are loc la Gstaad, Elveția. Desfășurat din 1898, turneul se joacă pe terenuri cu zgură, în aer liber. Între 1970 și 1989 a fost un eveniment al circuitului de tenis Grand Prix și acum face parte din programul ATP Tour ca turneu de nivel ATP 250.

## Rezultate

### Simplu
| An   | Campion                                | Finalist                               | Scor                                   |
| ---- | -------------------------------------- | -------------------------------------- | -------------------------------------- |
| 2025 | Alexander Bublik                       | Juan Manuel Cerúndolo                  | 6–4, 4–6, 6–3                          |
| 2024 | Matteo Berrettini                      | Quentin Halys                          | 6–3, 6–1                               |
| 2023 | Pedro Cachin                           | Albert Ramos Viñolas                   | 3–6, 6–0, 7–5                          |
| 2022 | Casper Ruud                            | Matteo Berrettini                      | 4–6, 7–6(7–4), 6–2                     |
| 2021 | Casper Ruud                            | Hugo Gaston                            | 6–3, 6–2                               |
| 2020 | Anulat din cauza pandemiei de Covid-19 | Anulat din cauza pandemiei de Covid-19 | Anulat din cauza pandemiei de Covid-19 |
| 2019 | Albert Ramos Viñolas                   | Cedrik-Marcel Stebe                    | 6–3, 6–2                               |
| 2018 | Matteo Berrettini                      | Roberto Bautista Agut                  | 7–6(11–9), 6–4                         |
| 2017 | Fabio Fognini                          | Yannick Hanfmann                       | 6–4, 7–5                               |
| 2016 | Feliciano López                        | Robin Haase                            | 6–4, 7–5                               |
| 2015 | Dominic Thiem                          | David Goffin                           | 7–5, 6–2                               |
| 2014 | Pablo Andújar                          | Juan Mónaco                            | 6–3, 7–5                               |
| 2013 | Michail Južnyj                         | Robin Haase                            | 6–3, 6–4                               |
| 2012 | Thomaz Bellucci                        | Janko Tipsarević                       | 6–7(6–8), 6–4, 6–2                     |
| 2011 | Marcel Granollers                      | Fernando Verdasco                      | 6–4, 3–6, 6–3                          |
| 2010 | Nicolás Almagro                        | Richard Gasquet                        | 7–5, 6–1                               |
| 2009 | Thomaz Bellucci                        | Andreas Beck                           | 6–4, 7–6(7–2)                          |
| 2008 | Victor Hănescu                         | Igor Andrejev                          | 6–3, 6–4                               |
| 2007 | Paul-Henri Mathieu                     | Andreas Seppi                          | 6–7(1–7), 6–3, 7–5                     |
| 2006 | Richard Gasquet                        | Feliciano López                        | 7–6(7–4), 6–7(3–7), 6–3, 6–3           |
| 2005 | Gastón Gaudio                          | Stan Wawrinka                          | 6–4, 6–4                               |
| 2004 | Roger Federer                          | Igor Andrejev                          | 6–2, 6–3, 5–7, 6–3                     |
| 2003 | Jiří Novák                             | Roger Federer                          | 5–7, 6–3, 6–3, 1–6, 6–3                |
| 2002 | Àlex Corretja                          | Gastón Gaudio                          | 6–3, 7–6(7–3), 7–6(7–3)                |
| 2001 | Jiří Novák                             | Juan Carlos Ferrero                    | 6–1, 6–7(5–7), 7–5                     |
| 2000 | Àlex Corretja                          | Mariano Puerta                         | 6–1, 6–3                               |
| 1999 | Albert Costa                           | Nicolás Lapentti                       | 7–6(7–4), 6–3, 6–4                     |
| 1998 | Àlex Corretja                          | Boris Becker                           | 7–6(7–5), 7–5, 6–3                     |
| 1997 | Félix Mantilla                         | Joan Albert Viloca                     | 6–1, 6–4, 6–4                          |
| 1996 | Albert Costa                           | Félix Mantilla                         | 4–6, 7–6(7–2), 6–1, 6–0                |
| 1995 | Jevgenij Kafelnikov                    | Jakob Hlasek                           | 6–3, 6–4, 3–6, 6–3                     |
| 1994 | Sergi Bruguera                         | Guy Forget                             | 3–6, 7–5, 6–2, 6–1                     |
| 1993 | Sergi Bruguera                         | Karel Nováček                          | 6–3, 6–4                               |
| 1992 | Sergi Bruguera                         | Francisco Clavet                       | 6–1, 6–4                               |
| 1991 | Emilio Sánchez                         | Sergi Bruguera                         | 6–1, 6–4, 6–4                          |
| 1990 | Martín Jaite                           | Sergi Bruguera                         | 6–3, 6–7, 6–2, 6–2                     |
| 1989 | Carl-Uwe Steeb                         | Magnus Gustafsson                      | 6–7, 3–6, 6–2, 6–4, 6–2                |
| 1988 | Darren Cahill                          | Jakob Hlasek                           | 6–3, 6–4, 7–6                          |
| 1987 | Emilio Sánchez                         | Ronald Agénor                          | 6–2, 6–3, 7–6                          |
| 1986 | Stefan Edberg                          | Roland Stadler                         | 7–5, 4–6, 6–1, 4–6, 6–2                |
| 1985 | Joakim Nyström                         | Andreas Maurer                         | 6–4, 1–6, 7–5, 6–3                     |
| 1984 | Joakim Nyström                         | Brian Teacher                          | 6–4, 6–2                               |
| 1983 | Sandy Mayer                            | Tomáš Šmíd                             | 6–0, 6–3, 6–2                          |
| 1982 | José Luis Clerc                        | Guillermo Vilas                        | 6–1, 6–3, 6–2                          |
| 1981 | Wojciech Fibak                         | Yannick Noah                           | 6–1, 7–6                               |
| 1980 | Heinz Günthardt                        | Kim Warwick                            | 4–6, 6–4, 7–6                          |
| 1979 | Ulrich Pinner                          | Peter McNamara                         | 6–2, 6–4, 7–5                          |
| 1978 | Guillermo Vilas                        | José Luis Clerc                        | 6–3, 7–6, 6–4                          |
| 1977 | Jeff Borowiak                          | Jean-Francois Caujolle                 | 2–6, 6–1, 6–3                          |
| 1976 | Raúl Ramírez                           | Adriano Panatta                        | 7–5, 6–7, 6–1, 6–3                     |
| 1975 | Ken Rosewall                           | Karl Meiler                            | 6–4, 6–4, 6–3                          |
| 1974 | Guillermo Vilas                        | Manuel Orantes                         | 6–1, 6–2                               |
| 1973 | Ilie Năstase                           | Roy Emerson                            | 6–4, 6–3, 6–3                          |
| 1972 | Andrés Gimeno                          | Adriano Panatta                        | 7–5, 9–8, 6–4                          |
| 1971 | John Newcombe                          | Tom Okker                              | 6–2, 5–7, 1–6, 7–5, 6–3                |
| 1970 | Tony Roche                             | Tom Okker                              | 7–5, 7–5, 6–3                          |
| 1969 | Roy Emerson                            | Tom Okker                              | 6–1, 12–14, 6–4, 6–4                   |
| 1968 | Cliff Drysdale                         | Tom Okker                              | 6–3, 6–3, 6–0                          |
| 1967 | Roy Emerson                            | Manuel Santana                         | 6–2, 8–6, 6–4                          |
| 1966 | Roy Emerson                            | Manuel Santana                         | 5–7, 7–5, 6–3                          |
| 1965 | Patricio Rodriguez                     | Thomaz Koch                            | 2–6, 6–3, 6–2, 6–2                     |
| 1964 | Thomaz Koch                            | Ronald Barnes                          | 6–3, 6–1, 7–9, 7–5                     |
| 1963 | Nicola Pietrangeli                     | Roy Emerson                            | 7–5, 6–2, 6–2                          |
| 1962 | Rod Laver                              | Neale Fraser                           | 6–4, 6–4, 8–6                          |
| 1961 | Roy Emerson                            | Luis Ayala                             | 6–3, 6–1, 6–0                          |
| 1960 | Roy Emerson                            | Mike Davies                            | 6–4, 9–7, 6–2                          |
| 1959 | Luis Ayala                             | Jan-Erik Lundqvist                     | 6–1, 6–2, 6–1                          |
| 1958 | Ashley Cooper                          | Neale Fraser                           | 2–6, 3–6, 7–5, 6–4, 6–3                |
| 1957 | Budge Patty                            | Jaroslav Drobný                        | 3–6, 6–3, 6–3, 6–1                     |
| 1956 | Jaroslav Drobný                        | Neale Fraser                           | 7–5, 6–3, 6–3                          |
| 1955 | Arthur Larsen                          | Enrique Morea                          | 6–4, 2–6, 6–2, 6–2                     |
| 1954 | Lew Hoad                               | Neale Fraser                           | 6–4, 11–9, 6–4                         |
| 1953 | fără semifinală și finală              | fără semifinală și finală              | fără semifinală și finală              |
| 1952 | Herbert Flam                           | Irvin Dorfman                          | 6–4, 6–2, 6–1                          |
| 1951 | Russell Seymour                        | Syd Levy                               | 2–6, 6–3, 7–5, 1-6, 6-4                |
| 1950 | Vladimír Černík                        | Sumant Misra                           | 6–1, 2–6, 6–8, 6–4, 6–3                |
| 1949 | Earl Cochell                           | Jaroslav Drobný                        | 3–6, 6–3, 2–6, 6–3, 7–5                |
| 1948 | fără semifinală și finală              | fără semifinală și finală              | fără semifinală și finală              |
| 1947 | Marcello Del Bello                     | Mario Belardinelli                     | walkover                               |
| 1946 | Vladimír Černík                        | Bohuslav Hykš                          | 6–0, 0–6, 1–6, 6–4, 6-2                |
| 1945 |                                        |                                        |                                        |
| 1944 |                                        |                                        |                                        |
| 1943 |                                        |                                        |                                        |
| 1942 | Hans Pfaff                             | Jost Spitzer                           | 6–2, 6–4, 6–3                          |
| 1941 |                                        |                                        |                                        |
| 1940 |                                        |                                        |                                        |
| 1939 |                                        |                                        |                                        |
| 1938 |                                        |                                        |                                        |
| 1937 | Boris Maneff                           | Max Ellmer                             | 6–3, 8–6skreč                          |
| 1936 |                                        |                                        |                                        |
| 1935 |                                        |                                        |                                        |
| 1934 |                                        |                                        |                                        |
| 1933 |                                        |                                        |                                        |
| 1932 |                                        |                                        |                                        |
| 1931 | Hector Fisher                          |                                        |                                        |
| 1930 | Erik Worm                              |                                        |                                        |
| 1929 | Hector Fisher                          | Hermann Artens                         | 6–3, 8–6, 6-4                          |
| 1928 | Hector Fisher                          |                                        |                                        |
| 1927 | Leonce Aslangul                        |                                        |                                        |
| 1926 | Gottfried Banfield                     |                                        |                                        |
| 1925 | Leonardo Bonzi                         |                                        |                                        |
| 1924 | Djorđe Dundjerski                      |                                        |                                        |
| 1923 | Hector Fisher                          |                                        |                                        |
| 1922 | Guy Sautter                            |                                        |                                        |
| 1921 | Marcus Wallenberg                      |                                        |                                        |
| 1920 | Maurice Ferrier                        |                                        |                                        |
| 1919 | Charles-Henry Martin                   |                                        |                                        |
| 1918 | René de Grenus                         |                                        |                                        |
| 1917 | A. Breaud                              |                                        |                                        |
| 1916 | René de Grenus                         |                                        |                                        |
| 1915 | Viktor de Coubasch                     | Charles Barde                          | 8–6, 6–2, 3–6, 2–6, 6–3                |

### Dublu
| An   | Campioni                               | Finaliști                              | Scor                                   |
| ---- | -------------------------------------- | -------------------------------------- | -------------------------------------- |
| 2025 | Francisco Cabral Lucas Miedler         | Hendrik Jebens Albano Olivetti         | 6–7(4–7), 7–6(7–4), [10–3]             |
| 2024 | Yuki Bhambri Albano Olivetti           | Ugo Humbert Fabrice Martin             | 3–6, 6–3, [10–6]                       |
| 2023 | Dominic Stricker Stan Wawrinka         | Marcelo Demoliner Matwé Middelkoop     | 7–6(10–8), 6–2                         |
| 2022 | Tomislav Brkić Francisco Cabral        | Robin Haase Philipp Oswald             | 6–4, 6–4                               |
| 2021 | Marc-Andrea Hüsler Dominic Stricker    | Szymon Walków Jan Zieliński            | 6–1, 7–6(9–7)                          |
| 2020 | Anulat din cauza pandemiei de Covid-19 | Anulat din cauza pandemiei de Covid-19 | Anulat din cauza pandemiei de Covid-19 |
| 2019 | Sander Gillé Joran Vliegen             | Philipp Oswald Filip Polášek           | 6–4, 6–3                               |
| 2018 | Matteo Berrettini Daniele Bracciali    | Denys Molčanov Igor Zelenay            | 7–6(7–2), 7–6(7–5)                     |
| 2017 | Oliver Marach Philipp Oswald           | Jonathan Eysseric Franko Škugor        | 6–3, 4–6, [10–8]                       |
| 2016 | Julio Peralta Horacio Zeballos         | Mate Pavić Michael Venus               | 7–6(7–2), 6–2                          |
| 2015 | Aleksandr Buryj Denis Istomin          | Oliver Marach Ajsám Kúreší             | 3–6, 6–2, [10–5]                       |
| 2014 | Andre Begemann Robin Haase             | Rameez Junaid Michal Mertiňák          | 6–3, 6–4                               |
| 2013 | Jamie Murray John Peers                | Pablo Andújar Guillermo García-López   | 6–3, 6–4                               |
| 2012 | Marcel Granollers Marc López           | Robert Farah Santiago Giraldo          | 6–4, 7–6(11–9)                         |
| 2011 | František Čermák Filip Polášek         | Christopher Kas Alexander Peya         | 6–3, 7–6(11–9)                         |
| 2010 | Johan Brunström Jarkko Nieminen        | Marcelo Melo Bruno Soares              | 6–3, 6–7(4–7), [11–9]                  |
| 2009 | Marco Chiudinelli Michael Lammer       | Jaroslav Levinský Filip Polášek        | 7–5, 6–3                               |
| 2008 | Jaroslav Levinský Filip Polášek        | Stéphane Bohli Stan Wawrinka           | 3–6, 6–2, [11–9]                       |
| 2007 | František Čermák Pavel Vízner          | Marc Gicquel Florent Serra             | 7–5, 5–7, [10–7]                       |
| 2006 | Jiří Novák Andrei Pavel                | Marco Chiudinelli Jean-Claude Scherrer | 6–3, 6–1                               |
| 2005 | František Čermák Leoš Friedl           | Michael Kohlmann Rainer Schüttler      | 7–6(8–6), 7–6(13–11)                   |
| 2004 | Leander Paes David Rikl                | Marc Rosset Stan Wawrinka              | 6–4, 6–2                               |
| 2003 | Leander Paes David Rikl                | František Čermák Leoš Friedl           | 6–3, 6–3                               |
| 2002 | Joshua Eagle David Rikl                | Massimo Bertolini Cristian Brandi      | 7–6(7–5), 6–4                          |
| 2001 | Roger Federer Marat Safin              | Michael Hill Jeff Tarango              | 0–1skreč                               |
| 2000 | Jiří Novák David Rikl                  | Jérôme Golmard Michael Kohlmann        | 3–6, 6–3, 6–4                          |
| 1999 | Donald Johnson Cyril Suk               | Aleksandar Kitinov Eric Taino          | 7–5, 7–6(7–4)                          |
| 1998 | Gustavo Kuerten Fernando Meligeni      | Daniel Orsanic Cyril Suk               | 6–4, 7–5                               |
| 1997 | Jevgenij Kafelnikov Daniel Vacek       | Trevor Kronemann David Macpherson      | 4–6, 7–6, 6–3                          |
| 1996 | Jiří Novák Pavel Vízner                | Trevor Kronemann David Macpherson      | 4–6, 7–6, 7–6                          |
| 1995 | Luis Lobo Javier Sánchez               | Arnaud Boetsch Marc Rosset             | 6–7, 7–6, 7–6                          |
| 1994 | Sergio Casal Emilio Sánchez            | Menno Oosting Daniel Vacek             | 7–6, 6–4                               |
| 1993 | Cédric Pioline Marc Rosset             | Hendrik Jan Davids Piet Norval         | 6–3, 3–6, 7–6                          |
| 1992 | Hendrik Jan Davids Libor Pimek         | Petr Korda Cyril Suk                   | bez boje                               |
| 1991 | Gary Muller Danie Visser               | Guy Forget Jakob Hlasek                | 7–6, 6–4                               |
| 1990 | Sergio Casal Emilio Sánchez            | Omar Camporese Javier Sánchez          | 6–3, 3–6, 7–5                          |
| 1989 | Cassio Motta Todd Witsken              | Petr Korda Milan Šrejber               | 6–4, 6–4                               |
| 1988 | Petr Korda Milan Šrejber               | Andrés Gómez Emilio Sánchez            | 7–6, 7–6                               |
| 1987 | Jan Gunnarsson Tomáš Šmíd              | Loic Courteau Guy Forget               | 7–6, 6–2                               |
| 1986 | Sergio Casal Emilio Sánchez            | Stefan Edberg Joakim Nyström           | 6–3, 3–6, 6–3                          |
| 1985 | Wojciech Fibak Tomáš Šmíd              | Brad Drewett Mark Edmondson            | 6–7, 6–4, 6–4                          |
| 1984 | Heinz Günthardt Markus Günthardt       | Givaldo Barbosa João Soares            | 6–4, 3–6, 7–6                          |
| 1983 | Pavel Složil Tomáš Šmíd                | Colin Dowdeswell Wojciech Fibak        | 6–7, 6–4, 6–2                          |
| 1982 | Sandy Mayer Ferdi Taygan               | Heinz Günthardt Markus Günthardt       | 6–2, 6–3                               |
| 1981 | Heinz Günthardt Markus Günthardt       | David Carter Paul Kronk                | 6–4, 6–1                               |
| 1980 | Colin Dowdeswell Ismail El Shafei      | Mark Edmondson Kim Warwick             | 6–4, 6–4                               |
| 1979 | Mark Edmondson John Marks              | Ion Țiriac Guillermo Vilas             | 2–6, 6–1, 6–4                          |
| 1978 | Mark Edmondson Tom Okker               | Bob Hewitt Kim Warwick                 | 6–4, 1–6, 6–1, 6–4                     |
| 1977 | Jürgen Fassbender Karl Meiler          | Colin Dowdeswell Bob Hewitt            | 6–4, 7–6                               |
| 1976 | Jürgen Fassbender Hans-Jürgen Pohmann  | Paolo Bertolucci Adriano Panatta       | 7–5, 6–3, 6–3                          |
| 1975 | Jürgen Fassbender Hans-Jürgen Pohmann  | Colin Dowdeswell Ken Rosewall          | 6–4, 9–7, 6–1                          |
| 1974 | José Higueras Manuel Orantes           | Roy Emerson Thomaz Koch                | 7–5, 0–6, 6–1, 9–8                     |
| 1973 | dublu nu s-a jucat                     | dublu nu s-a jucat                     | dublu nu s-a jucat                     |
| 1972 | Andrés Gimeno Antonio Muñoz            | Adriano Panatta Ion Țiriac             | 9–8, 4–6, 6–1, 7–5                     |
| 1971 | John Alexander Phil Dent               | John Newcombe Tom Okker                | 5–7, 6–3, 6–4                          |
| 1970 | Cliff Drysdale Roger Taylor            | Tom Okker Marty Riessen                | 6–2, 6–3, 6–2                          |
| 1969 | Tom Okker Marty Riessen                | Mal Anderson Roy Emerson               | 6–1, 6–4                               |
| 1968 | John Newcombe Dennis Ralston           | Mal Anderson Tom Okker                 | 8–10, 12–10, 12–14, 6–3, 6–3           |